# Кабузан, Владимир Максимович
Владимир Максимович Кабузан (5 апреля 1932, г. Рошаль Московской области — 14 февраля 2008, Москва) — советский, российский историк, доктор исторических наук, специалист в области исторической демографии и географии, этнической статистики Российской империи и СССР. Доктор исторических наук (1970).

## Биография
В. М. Кабузан родился 5 апреля 1932 года в посёлке Рошаль Шатурского района Московской области (ныне — центр городского округа Рошаль как единственный населённый пункт в его составе) в семье преподавателей средней школы. Отец был учителем математики, физики и химии, а мать преподавала биологию. В 1939 году поступил в школу в Будённовске Ставропольского края. В 1944 году родители переехали в город Коломыю на Западной Украине, где Кабузан окончил среднюю школу в 1950 году. В 1950 году поступил в Московский государственный историко-архивный институт, который с отличием окончил в 1955 году. Большое влияние в институте на него оказали В. К. Яцунский (1893—1966) и А. А. Новосельский (1891—1967).
С сентября 1955 по декабрь 1957 года проходил действительную военную службу в Подольске, в архиве Министерства обороны СССР, где выполнял работу научного сотрудника. В январе 1958 года после увольнения в запас зачислен в очную аспирантуру Историко-архивного института. В декабре 1959 года защитил кандидатскую диссертацию «Материалы ревизий как источник по истории населения России XVIII — первой половины XIX в. (1719—1858 гг.)».
С мая 1960 года работал в Институте истории АН СССР. В 1970 году защитил докторскую диссертацию по теме «Заселение Северного Причерноморья (Новороссии) в XVIII — первой половине XIX в. (1719—1858 гг.)».
Скончался в 2008 году. Урна с прахом захоронена в колумбарии на Митинском кладбище.